# Pablo Morel
Pablo Morel, né le 7 mars 1983, est un entraîneur français de handball. Depuis 2014, il est l'entraîneur de plusieurs clubs féminins.

## Biographie

### Carrière de joueur
Il commence le handball dès le collège à l'US Ivry. En 2000, le temps d'une saison, il joue en Pré-nationale 1 au club de l'ES Vitry-sur-Seine. Puis il retourne à Ivry avec l'équipe réserve alors en Nationale 2 pour les deux années suivantes,. En 2003 le club vitriot lui propose un emploi, qu'il accepte et met ainsi un terme sa carrière de joueur.

### Carrière d'entraîneur
En 2003, à seulement 20 ans, c'est en tant qu'entraîneur qu'il retourne à Vitry-sur-Seine. Il apprend le métier et ses aléas dans un club qui a très peu de moyens en entraînant dès sa première année les féminines de Nationale 3. L'aventure val-de-marnaise durera six ans.
Durant l'été 2011, il rejoint le club d'Issy Paris Hand  qui évolue en première division de ligue féminine et devient le second entraîneur-adjoint d'Arnaud Gandais, avec Salim Belmessaoud. De plus, il s'occupe aussi de la réserve évoluant en Nationale 2. En 2013, Salim Belmessaoud rejoint le PSG Handball, il devient ainsi l'unique entraîneur-adjoint. Après dix années passées comme entraîneur principal, Arnaud Gandais est nommé directeur général du club francilien et dans la continuité du projet du club, Pablo Morel le remplace au début de la saison 2014-15.
Il débute en tant qu'entraîneur principal d'Issy Paris Hand le 12 août 2014 contre l'équipe nationale de Corée du Sud. Ce premier match de préparation de la saison 2014-15, avec une équipe recomposée de moitié, se conclut sur une défaite 24 à 34.
A l'issue de sa première année, il amène le club à la 2e place du championnat et est nommé meilleur entraîneur de la saison 2014-15. La saison suivante, les Parisiennes restent sur le podium en occupant la 3e place tandis qu'au niveau européen, le club atteint les demi-finales de la Coupe d'Europe des vainqueurs de coupe (C2).
En octobre 2016, il est évincé par le président du club après l'élimination précoce de l'équipe au 2e tour de la coupe de l'EHF (C3). Arnaud Gandais reprend alors les reines du club.
En avril 2017, il est nommé entraîneur-adjoint de Jackson Richardson en équipe nationale masculine du Gabon avec comme objectif d'être dans le top 8 du Championnat d'Afrique des nations,, ce que le duo parvient à réaliser puisque le Gabon obtient sa meilleure place dans la compétition en terminant cinquième.
En mai 2018, il signe pour deux ans pour entraîner le club de HBC Celles-sur-Belle, club de 2e division féminine. Pour sa première saison, il rate de peu l'accession en D1, terminant deuxième à un point de Mérignac. Puis, la saison 2019-2020 est arrêtée en conséquence de la pandémie de Covid-19 et doit laisser au Saint-Amand Handball et au Handball Plan-de-Cuques les 2 places d'accession en D1.
En décembre 2020, il signe pour trois ans au Brest Bretagne Handball à compter de l'intersaison 2021.
Au terme de son contrat en 2024, il rejoint le club roumain du SCM Gloria Buzău (en) mais en janvier 2025, le club  se retire de toutes compétitions dans lesquelles il était engagé. En avril 2025, il est nommé sélectionneur de l'équipe nationale féminine de Tunisie jusqu'au 31 décembre 2026.

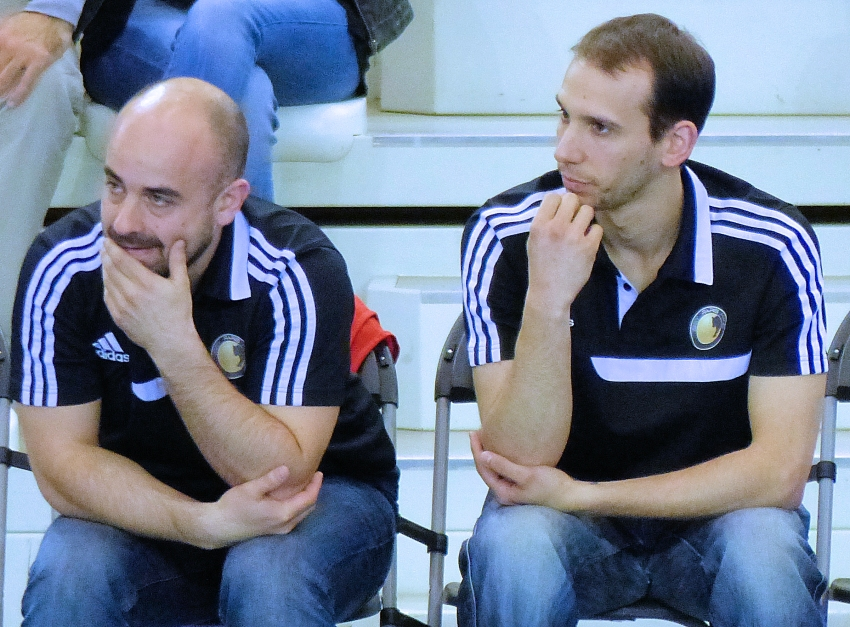
Le 28 mai 2014, aux côtés d'Arnaud Gandais.
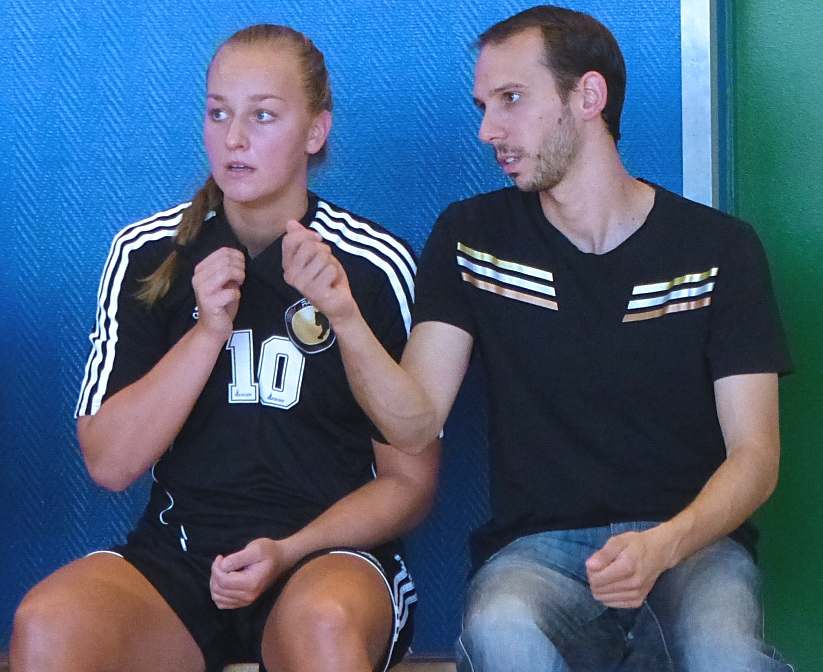
Le 12 août 2014, aux côtés d'Hanna Bredal Oftedal.
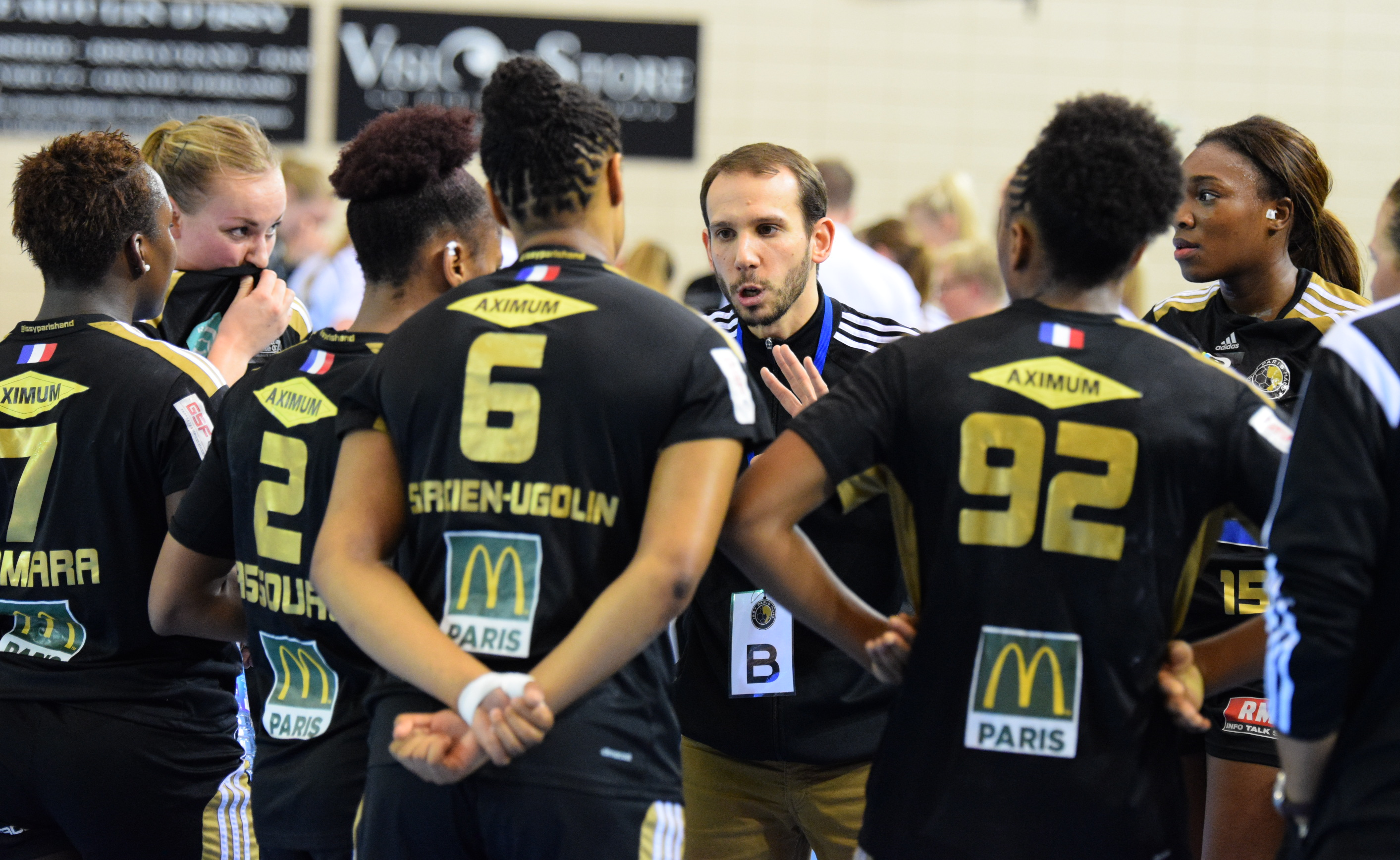
Le 3 avril 2016, au milieu de ses joueuse au cours d'un temps mort.

## Palmarès

### Entraîneur
Compétitions nationales
- vice-champion de France en 2012, 2014, 2015, 2022, 2023, 2024
- vainqueur de la Coupe de la Ligue en 2013

Compétitions internationales
- finaliste de la Coupe des Vainqueurs de Coupe (C2) en 2013
- finaliste de la Coupe Challenge (C4) en 2014